# يوشيهيرو ماساك
يوشيهيرو ماساك (باليابانية: 益子 義浩) (12 يوليو 1987 في طوكيو في اليابان – )؛ هو لاعب كرة قدم ياباني سابق كان يلعب كلاعب وسط.

## وصلات خارجية
- يوشيهيرو ماساك على موقع رابطة كرة القدم اليابانية للمحترفين (اليابانية)
- يوشيهيرو ماساك على موقع قاعدة بيانات كرة القدم.إي يو (الإنجليزية)
- يوشيهيرو ماساك على موقع Soccerway.com (الإنجليزية)